# Chaloupka strýčka Toma
Chaloupka strýčka Toma aneb Život mezi poníženými (v anglickém originále Uncle Tom's Cabin; or, Life Among the Lowly) je román americké spisovatelky Harriet Beecher Stoweové. Byl vydaný ve dvou svazcích v roce 1852 a má jasně protiotrokářské zaměření. Patří k nejvlivnějším v dějinách americké literatury. Měl hluboký vliv na postoje bílé majority k černochům a k otroctví. Podle mnohých badatelů byl ideologickým základem americké občanské války. Traduje se (pravděpodobně apokryfní) příběh o Abrahamu Lincolnovi, který se prý setkal se Stoweovou na začátku občanské války a měl prohlásit: „Tak toto je ta malá dáma, která začala tuto velkou válku.“ V USA se kniha stala nejprodávanějším beletristickým dílem a druhou nejprodávanější knihou 19. století, hned po Bibli. Někdy bývá označována za první moderní literární bestseller.

## Motivace
Stoweová, učitelka v Hartfordském ženském semináři, patřila k nábožensky motivovaným abolicionistům. Chtěla vylíčit realitu otroctví a zároveň prosadit ideu, že křesťanská láska může otroctví překonat. Často přitom v románu přechází v zásadě do kázání.
Román byl její bezprostřední reakcí na přijetí druhého zákona o uprchlých otrocích v roce 1850, podle nějž se otroci, kteří jsou chyceni na útěku (obvykle prchali do Kanady) mají vrátit původnímu majiteli.
Román se zaměřuje na postavu strýčka Toma, trpícího černého otroka, kolem kterého se točí příběhy ostatních postav. Navzdory svému zaměření knihu pozdější badatelé kritizovali za to, že reprodukuje řadu stereotypů o černoších, přičemž podřízenost hlavní postavy strýčka Toma je jedním z příkladů (k hlavním černošským kritikům tohoto aspektu patřil Martin Delany). Pro Stoweovu však tato podřízenost byla pozitivním rysem vyplývajícím z autentického křesťanství postavy. Explicitně uvedla, že chtěla aby se Tom podobal svým postojem Kristu.
Jistou ožehavou stránkou knihy rovněž je, že Stoweová nesnila o integraci černochů do americké společnosti, ale o jejich návratu do Afriky.
K vedlejším tématům knihy patří boj proti alkoholu a víra, že jen ženy mají morální sílu zvrátit otrokářský systém ve Spojených státech, díky svému mateřskému údělu. Je jasně naznačeno, že otrokářství vyplývá z patriarchátu. Tento aspekt byl důležitým pro hnutí za práva žen, ačkoli řada ženských postav byla hodnocena jako nerealistická (což se týkalo ovšem všech postav románu) a posilující stereotyp ženy jako postavy určené jen k péči o domácnost.

## Inspirace
Stoweová byla částečně inspirována otrokářským příběhem Život Josiaha Hensona, dříve otroka, nyní obyvatele Kanady, jak jej vyprávěl on sám z roku 1849. Henson, dříve zotročený černoch, žil a pracoval na plantáži v North Bethesda v Marylandu, kterou vlastnil Isaac Riley. Henson unikl z otroctví v roce 1830 útěkem do provincie Horní Kanada (nyní Ontario), kde pomohl dalším uprchlým otrokům se usadit a stát se soběstačnými.
Za další inspiraci bývá uváděna posmrtně vydaná biografie Phebe Ann Jacobsové, oddané kongregacionalistky z Brunswicku ve státě Maine. Narodila se na otrocké plantáži u jezera Hiawatha v New Jersey a po většinu svého života byla zotročena. V posledních letech svého života žila jako svobodná žena, prala oblečení pro studenty Bowdoin College. Získala respekt díky svému silnému náboženskému přesvědčení.
Dalším zdrojem, který Stoweová použila k rešerším, byla publikace Americké otroctví jaké je: Svědectví tisíce svědků, jehož spoluautorem byl Theodore Dwight Weld a sestry Grimkéovy.  Stoweová rovněž vedla osobní rozhovory s lidmi, kteří unikli z otroctví.
Stoweová poukázala na všechny tyto své zdroje v knize A Key to Uncle Tom's Cabin (1853). Jejím cílem bylo odkázat čtenáře na mnoho veřejně dostupných dokumentů podrobně popisujících hrůzy otroctví.

## Publikace
Chaloupka strýčka Toma se poprvé objevila jako čtení na pokračování v abolicionistickém čtrnáctideníku The National Era. První díl zde vyšel 5. června 1851. Autorka původně zamýšlela kratší vyprávění, které by vycházelo jen několik týdnů. Příběh se však rychle rozšiřoval a také se stal rychle populárním, takže nakonec vycházel skoro rok. Poslední díl vyšel 1. dubna 1852.
Ještě během časopiseckého vydávání podepsala autorka smlouvu na knižní vydání s nakladatelem Johnem P. Jewettem. Jewett byl přesvědčen, že kniha bude komerčně úspěšná, a proto učinil neobvyklé rozhodnutí (na svou dobu) nechat vyrýt šest celostránkových ilustrací, jejichž autorem byl Hammatt Billings. Román vyšel knižně 20. března 1852 a už prvého dne se ho prodalo 3000 výtisků. Brzy se vyprodal celý náklad. V prvním roce od vydání se ve Spojených státech prodalo 300 000 výtisků této knihy. Osm tiskařských strojů, běžících nepřetržitě, stěží dokázalo držet krok s poptávkou.
V květnu 1852 kniha vyšla v Londýně, v Británii se rychle prodalo 200 000 výtisků. Během několika následujících let bylo v Británii v oběhu více než 1,5 milionu výtisků této knihy, i když většina z nich byly kopie porušující autorská práva (podobná situace nastala ve Spojených státech). Mimořádný úspěch v Británii bývá někdy připisován britskému antiamerikanismu. Nassau William Senior to komentoval slovy: „Už nás nebavilo poslouchat Ameriku, jak se chlubí, že je nejsvobodnější a nejosvícenější zemí, jakou kdy svět viděl.“
Do roku 1857 byl román přeložen do 20 jazyků. První čínský překlad vyšel v roce 1901, a Chaloupka se tak stala prvním americkým románem přeloženým do čínštiny.

## Kritika
Román bývá označován za sentimentální. Styl je velmi podobný jiným ženským románům Stoweové doby. Kniha byla kritizována za patetičnost a melodramatičnost. Extrémní, ovšem ideologicky motivované, kritice knihu podrobila dobová jižanská konzervativní hnutí stejně jako černošská radikalistická hnutí 20. století.
Ve své době vzbudila řadu velmi pozitivních reakcí. Historik a politik Thomas Babington Macaulay v roce 1852 napsal, že kniha „je nejcennější příspěvek, který Amerika vložila do anglické literatury“. Lev Nikolajevič Tolstoj tvrdil, že Chaloupka strýčka Toma je větší dílo než jakákoli hra napsaná Shakespearem, protože pramení z lásky k Bohu a člověku.
Později však přibývalo kritických odmítnutí. V roce 1945 publikoval James Baldwin esej Everbody's Protest Novel, kde Chaloupku strýčka Toma popsal jako „špatný román s pokryteckou ctnostnou sentimentalitou“. Tvrdil, že román postrádá psychologickou hloubku a že Stoweová „nebyla ani tak romanopisec, jako spíše vášnivý pamfletista“. George Orwell v roce 1945 napsal, že Chaloupka je „neúmyslně směšná kniha, plná absurdních melodramatických příhod“. Zároveň ale doplnil, že je také hluboce dojemná a v podstatě pravdivá, takže jí přeje, aby přežila všechny romány Virginie Woolfové, dodal štiplavě Orwell. George F. Whicher v knize The Literary History of the United States (2019) nazval Chaloupku strýčka Toma „beletrií nedělní školy“.